# Johan Coenradus Boers
Johan Coenradus Boers  (Nijmegen, 4 augustus 1812 – Delft, 1 november 1896) was een Nederlands muzikant en componist.

## Achtergrond
Hij werd geboren in het gezin van muzikant en muziekhandelaar Frederik Boers en Catarine Elisabeth Göckmer. Hij was getrouwd met Johanna Juliana Nijssen, een huwelijk dat veertig jaar stand hield. In 1891 werd hij in Nijmegen gehuldigd voor zijn 50-jaar leiderschap. Hij is benoemd tot officier in de Orde van Oranje Nassau, na dat twee keer geweigerd te hebben (hij weigerde b.v. een keer de portokosten te betalen) aldus collega Willem Nicolaï in zijn lofrede uit 1892 voor de 80-jarige. Er vond voor die festiviteiten een ereconcert plaats in het Delftse Agnetapark. Zoon Frits Boers was dirigent. In 1992 verscheen over Johan Coenradus een proefschrift van Wilhelmus H. Thijsse voor de Open Universiteit.

## Muziek
Hij kreeg als vijftienjarige jongen muzieklessen van Johann Heinrich Lübeck aan het Haags Conservatorium in viool en harmonieleer. Na dat studietraject werd hij hofviolist van koning Willem I der Nederlanden tegen een vergoeding van 60 gulden per jaar. Om voldoende inkomsten te vergaren speelde hij ook in het orkest van de Franse Opera (Den Haag), het Theaterorkest (Rotterdam, Hoedt en Bingley) en als solist. Hij vertrok naar Parijs om er altist in het orkest van Casino-Paganini te worden. In die tijd begon hij aan het verzamelen van bladmuziek, muziekinstrumenten en muziekliteratuur, dat tot een grote verzameling zou leiden. Hij had pech dat de concerten in Parijs alweer vroeg eindigden; hij ging voor enige tijd werken bij muziekuitgeverij Richault. Daarna werd hij aangesteld als muziekdirecteur en dirigent van de Franse Opera in Metz, de geschiedenis uit Parijs herhaalde zich echter.
In 1840 was hij terug in Nijmegen, werd leider van zangvereniging Cecilia en een gemengd koor. Hij schreef enkele werken voor die koren. In 1853 vertrok hij naar de functie van orkestdirecteur/dirigent van het (studenten)orkest Tanden fit surculus arbor in Delft, werd er tevens kapelmeester van de plaatselijke schutterij en het studentengezelschap Apollo.
Van zijn hand verschenen:
- Geïllustreerde muziekgeschiedenis naar Naumann (1883-1887)
- Bibliografie van alle Nederlandse muziekstukken
- artikelen over de Nederlandse mu8ziekgeschiedeis verschenen in muziekblad Caecilia, Conservationslexicon en Tijdschrift voor Noors Nederlandse Muziekgeschiedenis.

### Werken
Hij schreef een aantal werken, welke bijna alle behoren tot het vergeten repertoire. De Agneta-marsch, geschreven voor Agneta Matthes, wordt af en toe nog gespeeld door de Koninklijke Harmoniekapel Delft (hun eerste dirigent was zoon Frits Boers). Men vond destijds de muziek al te weinig modern, zowel in positieve als negatieve zin. Werken:
- Radboud, een oratorium op tekst van Lodewijk Mulder, geschreven rond 1848, maar pas in 1888 uitgevoerd (i.v.m. vertrek naar Delft)
- Wilhelmus, orkestouverture
- Noviomagum, orkestouverture
- Koraalouverture
- Treurmars voor de begrafenis van Anna Paulowna van Rusland in 1865
- een of twee symfonieën
- Vioolconcert
- Des Heeren huis, op tekst van Jan Pieter Heye bleef lang zijn bekendste stuk, omdat het diverse keren verplicht werk was op zangwedstrijden
- Sterven voor mannenkoor
- An die heilige Caecilia; hymne/cantate voor solist en mannenkoor
- Grabgesang voor mannenkoor en harmonieorkest
- Variatiën voor viool op Wien Neerlands bloed
- Psalm 128, voor solisten, koor en orkest; enkele keren uitgevoerd onder leiding van zoon Frits
- een aantal arrangementen van klassieke muziek naar harmoniemuziek.

- Biografisch Portaal: 22187938
- Digitale Bibliotheek voor de Nederlandse Letteren: boer086
- Gemeinsame Normdatei: 1176981161
- International Standard Name Identifier: 0000 0003 9162 3117
- Nederlandse Thesaurus van Auteursnamen: 069942323
- Virtual International Authority File: 285466188
- WorldCat: E39PCjGqwHP4JdG3xCTQctCgmm